# Brauniella
Brauniella — рід грибів родини Strophariaceae. Назва вперше опублікована 1955 року.

## Класифікація
До роду Brauniella відносять 1 вид:
- Brauniella alba